# ۹۲۶ (میلادی)
۹۲۶ (میلادی) نهصد و بیست و ششمین سال تقویم میلادی است.

## درگذشتگان
‎